# تشيرونكامبا
تشيرونكامبا هي قرية تقع في جزيرة أنجوان في جزر القمر. بلغ عدد سكانها 1,487 نسمة حسب إحصاء عام 1991. و2,617 في تقدير عام 2009.